# DJ, Take Me Away
DJ, Take Me Away är en låt framförd av den bulgariska musikgruppen Deep Zone & Balthazar. Låten var Bulgariens bidrag i Eurovision Song Contest 2008 i Belgrad i Serbien. Låten är skriven av Dian Savov.
Bidraget framfördes i den andra semifinalen den 22 maj och fick 56 poäng vilket gav en elfte plats, inte tillräckligt för att gå vidare till finalen.